# George Walter Stathis
George Walter Stathis (eigentlich: Jorgos Walter Steffen Stathis; * 14. Mai 1991 in Alzenau) ist ein deutscher Schauspieler und ehemaliger Filmproduzent.

## Leben

### Frühes Leben und Ausbildung
Stathis wurde als Sohn einer deutschen Mutter und eines griechischen Vaters geboren und wuchs bilingual mit den Sprachen Deutsch und Griechisch am bayrischen Untermain auf. Nach dem Abitur in seiner Heimat verfolgte Stathis zunächst verschiedene akademische Wege, bevor er sich für ein Studium entschied. Er erwarb einen Bachelor in Business in Film, TV und Medienproduktion in Wien, Österreich. Während dieser Zeit sammelte er praktische Erfahrungen in der Filmwirtschaft durch verschiedene Jobs in Wien, Zürich, Frankfurt und Berlin.
In Berlin entdeckte er auch seine Leidenschaft für die Schauspielerei und absolvierte eine vierjährige Ausbildung zum staatlich anerkannten Schauspieler am Michael Tschechow Studio in Berlin (MTSB). Dort arbeitete er mit renommierten Lehrern wie Jobst Langhans, Justus Carriere und Rudolf Krause zusammen.

### Karriere
Seine erste Tätigkeit in der Filmindustrie übte er während seines Studiums in Wien aus. Dort wirkte er als Setrunner bei der Serie Vorstadtweiber mit. Im Anschluss an seinen Studienabschluss arbeitete er bei der SPK Pictures AG in Zürich, einem von Karl Spoerri gegründeten Unternehmen im Bereich des Film Investment. Es folgten Jobs bei einer Frankfurter Werbefilmagentur und dem Berliner Produktionsunternehmen Egoli Tossell Pictures, welches von Judy Tossell und Jens Meurer geleitet wurde. Zu dieser Zeit kam er das erste Mal intensiver mit der Schauspielerei in Berührung und absolvierte ab 2019 die Vollzeitausbildung am MTSB, welche er 2022 abschloss. Seitdem hat sich Stathis als vielseitiger Künstler in verschiedenen Bereichen der Unterhaltungsindustrie etabliert:
Im Theater trat er in zahlreichen Produktionen auf, darunter am Sommertheater Dresden unter der Leitung von Peter Förster, an der Komödie Frankfurt unter Heinz Kreidl, am Inseltheater Moabit und am Theater am Wettiner Platz in Dresden. Zu seinen Projekten vor der Kamera gehören Filme wie Stille und Schlechte Helden oder ein Lama namens Beethoven. Im Fernsehen war er, unter anderem, in einer kleinen Rolle in der ARD-Serie The Next Level zu sehen. Stathis moderierte die Sendung Filmshow Panoptikum beim Berliner TV-Sender ALEX Berlin. Dank seiner Sprachkenntnisse in Deutsch, Griechisch, Englisch und Französisch sowie seiner internationalen Herkunft ist er für nationale und internationale Produktionen gefragt.
Neben seiner Schauspiel- und Moderationsarbeit betreibt Stathis den Podcast Ambitionierte Auslända, in dem er Themen rund um seine Erfahrungen als Künstler mit multikulturellem Hintergrund behandelt und gemeinsam mit zwei Co-Hosts, Gäste mit Migrationshintergrund aus verschiedensten Bereichen einlädt, die ihre Erfahrungen teilen.
Er wird von der Agentur DBA in London vertreten und lebt in Berlin.

## Filmografie

### Kinofilme
- 2022: Schlechte Helden
- 2023: Intrinsic
- 2023: Profil
- 2023: Stille
- 2023: Abgrund
- 2024: Eyes Without Gaze
- 2025: One Night Stand
- 2025: The Omelette

### Fernsehen
- 2020: Schwester, Schwester
- 2021: Room 128
- 2025: The Next Level

## Theatrografie
| Jahr | Theaterstück                      | Rolle            | Bühne                     |
| ---- | --------------------------------- | ---------------- | ------------------------- |
| 2022 | Der eingebildete Kranke           | Thomas Diafoirus | Sommertheater Dresden     |
| 2022 | Villa Dolorosa                    | Georg            | Theaterforum Kreuzberg    |
| 2023 | Wer hat Angst vor Virginia Woolf? | Nick             | Inseltheater Moabit       |
| 2024 | Der muss es sein                  | Chris Cringle    | Die Komödie               |
| 2024 | Adam & Eva im Reihenhaus          | Adam             | Theater am Wettiner Platz |